# ブラウプンクト
ブラウプンクト（Blaupunkt GmbH ）は、ドイツの電気機器製造業者であり、家庭用及び自動車用音響機器で著名である。2008年12月18日まではロバート・ボッシュの100％子会社であったが、未公表の金額でドイツのアウレリウス（Aurelius AG ）に売却された。

## 歴史
1923年にベルリンで「イデアル」（Ideal ）として設立され、製品のヘッドフォンに品質管理の印として塗った青いドットに因んで1938年にドイツ語で「青い点」を意味する「ブラウプンクト」に社名を変更した。第二次世界大戦後に本社と製造拠点をヒルデスハイムに移した。現在はブラウプンクト製品の大部分は海外で製造されており、チュニジアにスピーカーの、マレーシアにスピーカーと電気機器の大規模製造工場がある。

## 製品
車載ラジオ用の交通情報システム（Autofahrer-Rundfunk-Informationssystem 、ARI）の開発に携わり、1970年代末からこの機能をドイツ市場の車載ラジオに導入した。
長年しばしば自社のカーオーディオ機器に「ロンドンRDM126」のように世界の都市の名称を付けてきた。ブラウプンクトの命名法ではこの製品は「モデルイヤー1996年発売、RDS搭載のチェンジャーデッキを操作できるCDプレーヤー、定格出力 4x30 W RMS (4x30 = 120)」を示す。
嗜好度の高いオーディオファン向けに「ヴェロシティ」（Velocity ）ブランドの製品を販売している。アウディ、フォルクスワーゲン、ポルシェ、ダイムラー・ベンツ、ボクスホール、BMW等は自社の車にブラウプンクト製品を搭載し、しばしば車メーカー独自のブランド名（「VW Gamma」や「Audi Symphony lines」など）をつけている。フィアットは時折ブランド名なしのものを使用しているが、それらは通常のブラウプンクト製品である。ブラウプンクトはバス用機器も手がけており、テレビ、スピーカー、音響機器をバス製造業者へ販売している。

## ギャラリー

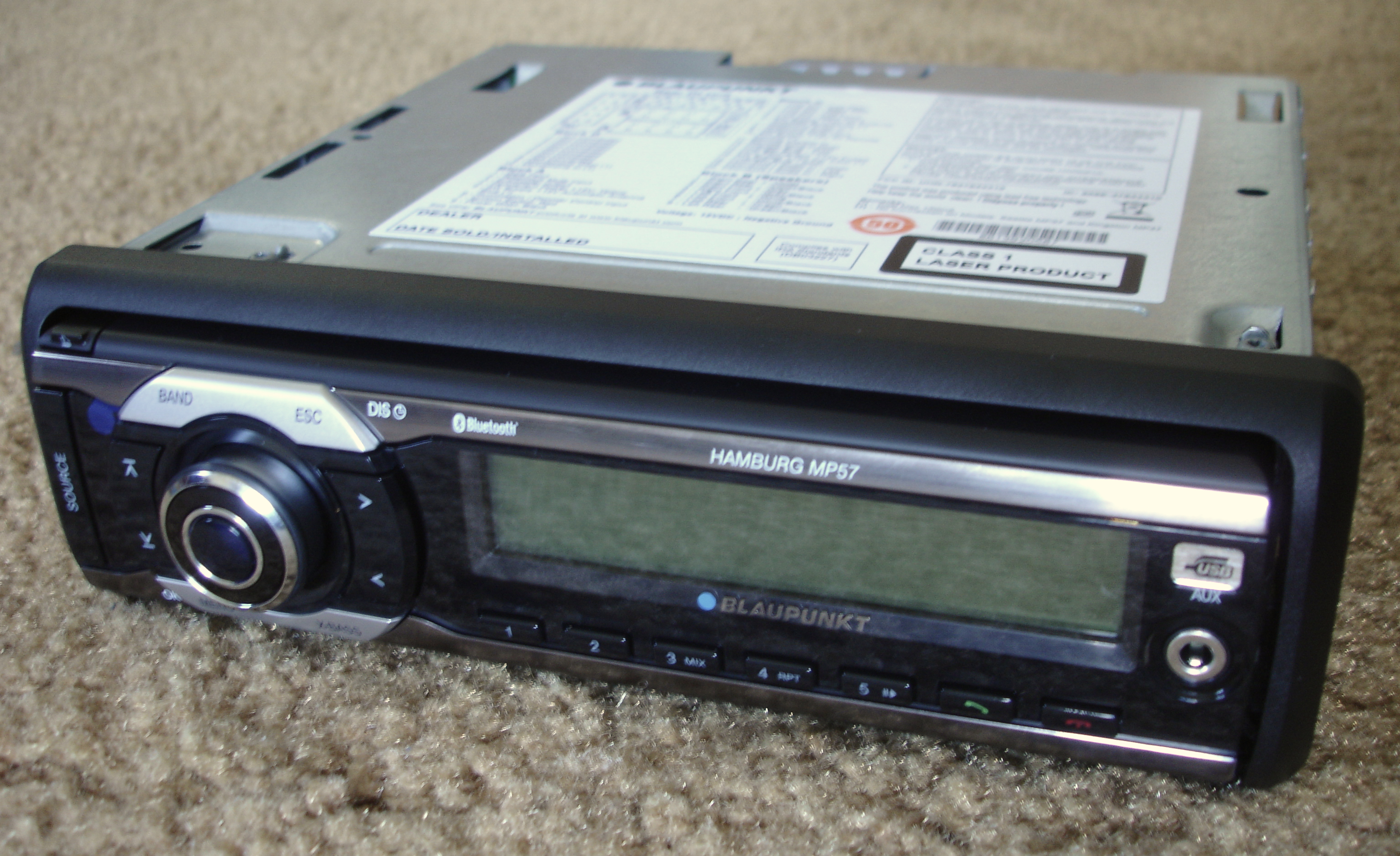
ハンブルクMP57ヘッドユニット
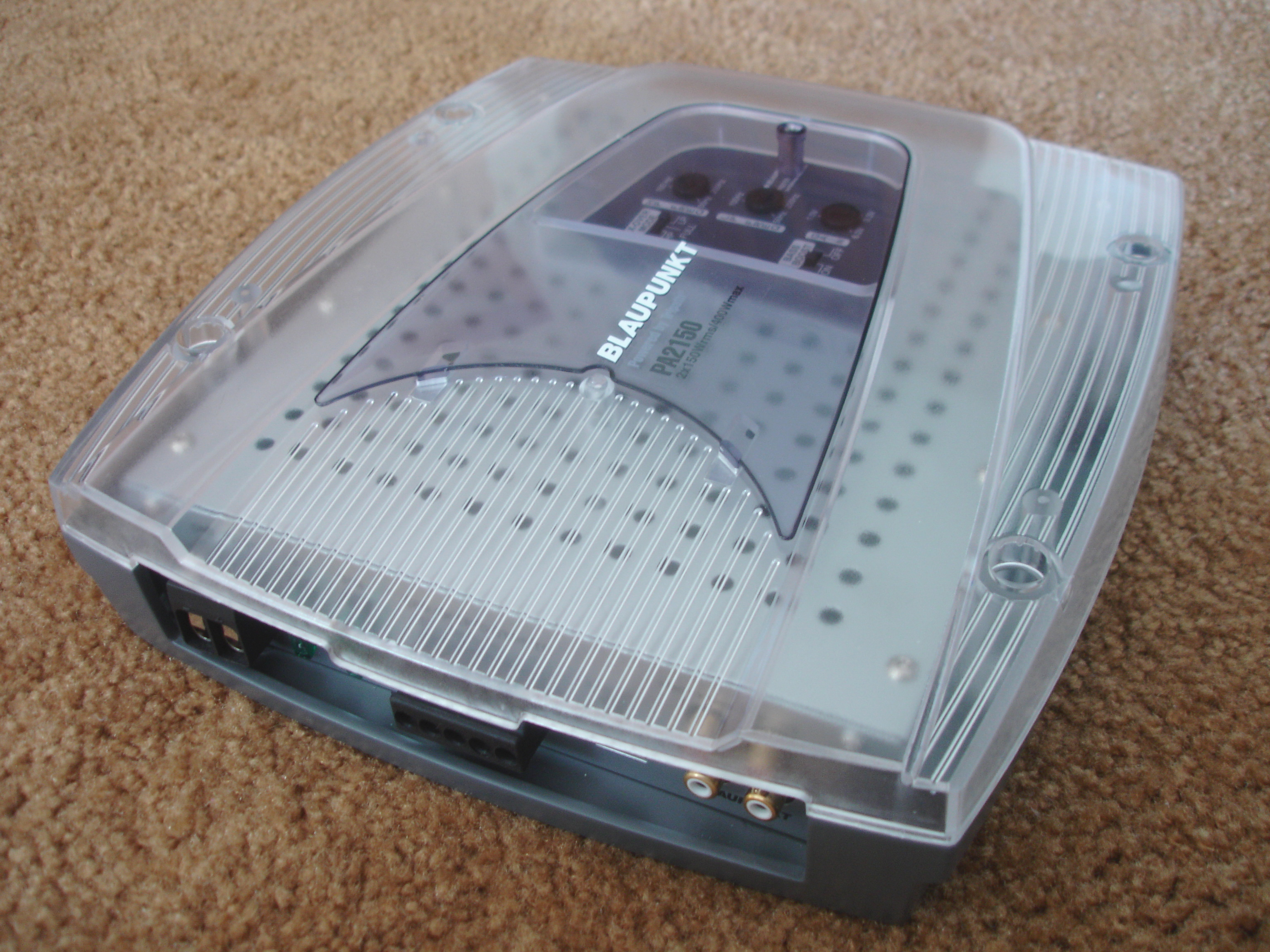
PA2150クラスTアンプ